# Anisodes ignea
Anisodes ignea är en fjärilsart som beskrevs av W. Warren 1907. Anisodes ignea ingår i släktet Anisodes och familjen mätare. Inga underarter finns listade i Catalogue of Life.